# بيلياييفكا
بيلياييفكا (بالروسية: Беляевка) هي مدينة في مقاطعة أورنبرغ أوبلاست في روسيا. يبلغ عدد سكانها حوالي 5002 نسمة.